# Urtaca

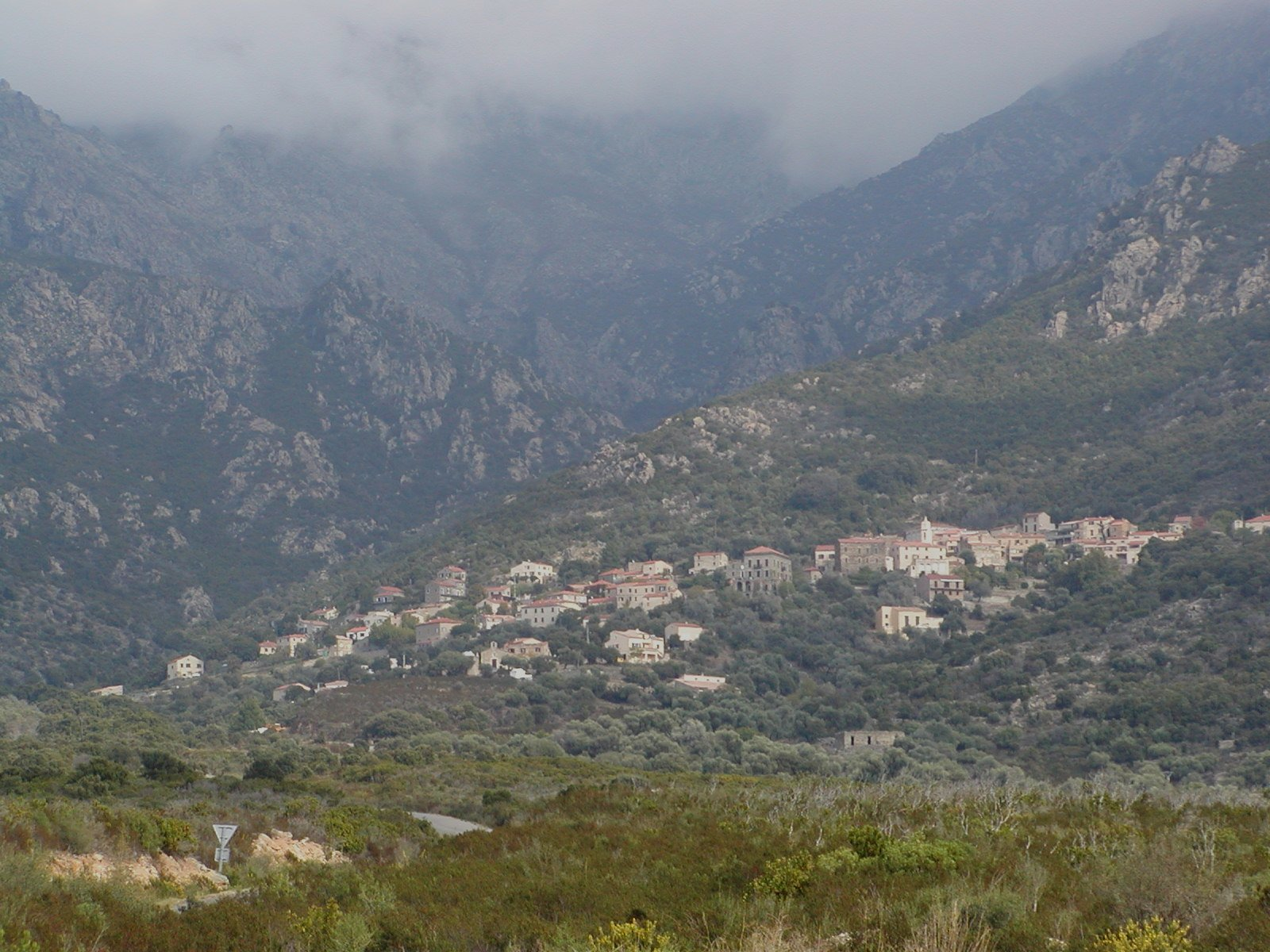
panorama Urtaci

Urtaca (kors. Ùrtaca) – miejscowość i gmina we Francji, w regionie Korsyka, w departamencie Górna Korsyka.
Według danych na rok 1990 gminę zamieszkiwało 155 osób, a gęstość zaludnienia wynosiła 5 osób/km².